# Tarumania walkerae
Se trata de uma espécie de peixe fossorial da família Tarumaniidae e do gênero Tarumania.

## História
Foi coletado a primeira vez em em 1999 no Igarapé Tarumã-Mirim pela bióloga suíça Ilse Walker. Porém, a pesquisadora não se recordava com exatidão em quais condições aquele espécime havia sido coletado.
Em 2006 Jansen Zuanon coletou um exemplar em uma piscina cheia de folhas nas margens do igarapé.

## Área de Ocorrência
Ocorre em um ambiente de água intersticial, coberto por metros de folhas e material em decomposição.